# Tycodesmus macropus
Tycodesmus macropus är en mångfotingart som beskrevs av Hoffman 2005. Tycodesmus macropus ingår i släktet Tycodesmus och familjen Gomphodesmidae. Inga underarter finns listade i Catalogue of Life.